# 신림봉천터널
신림봉천터널(新林奉天터널)은 서울특별시 관악구 신림동 남부순환로 시흥 나들목부터 금천구 강남순환로 봉천터널까지 연결된 터널이다. 2010년 10월 착공, 2026년 12월 개통으로 공사가 진행되고 있다.

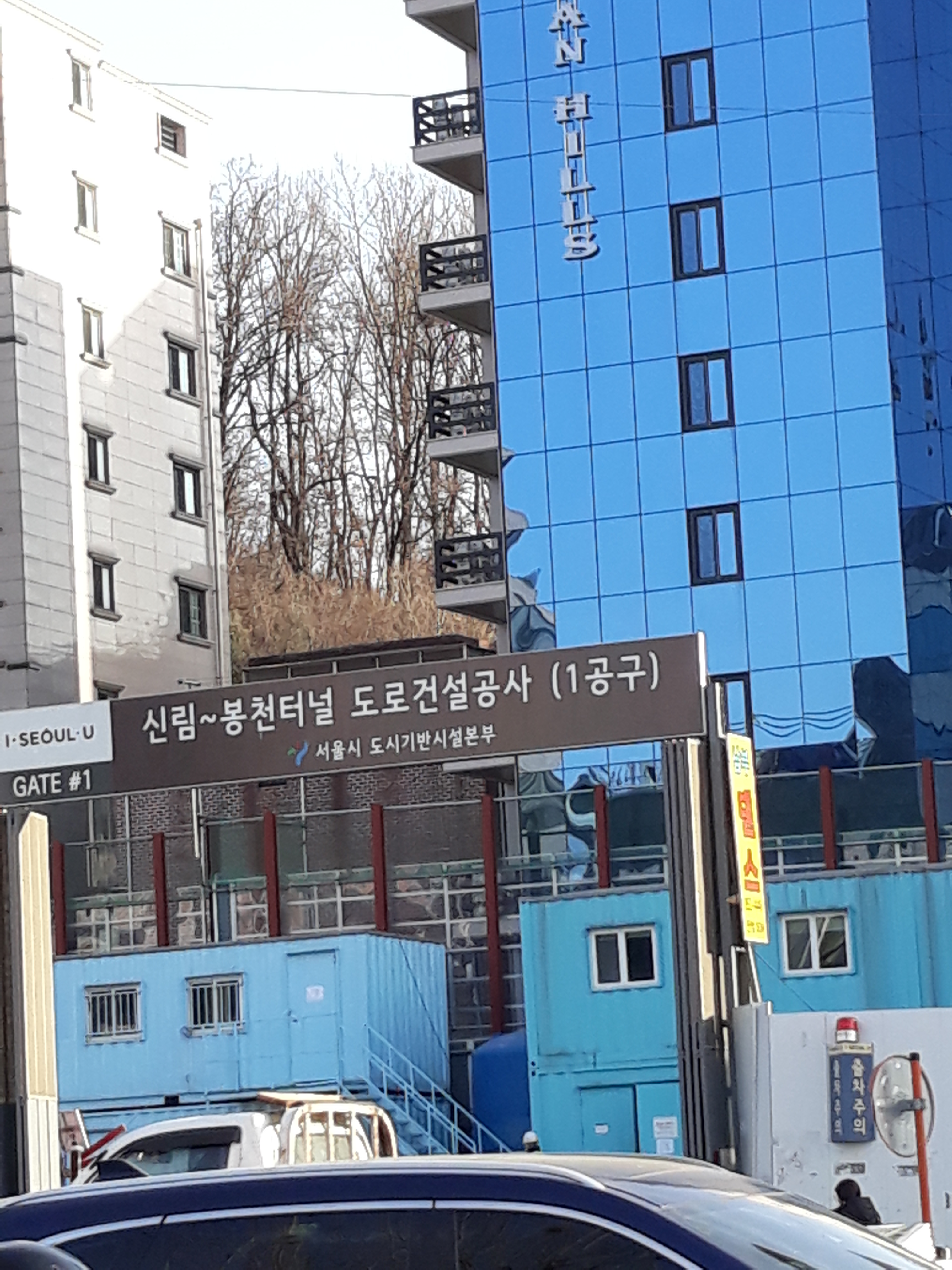
남부순환로와 교차할 예정인 난곡사거리 앞 신림봉천터널 공사중인 모습

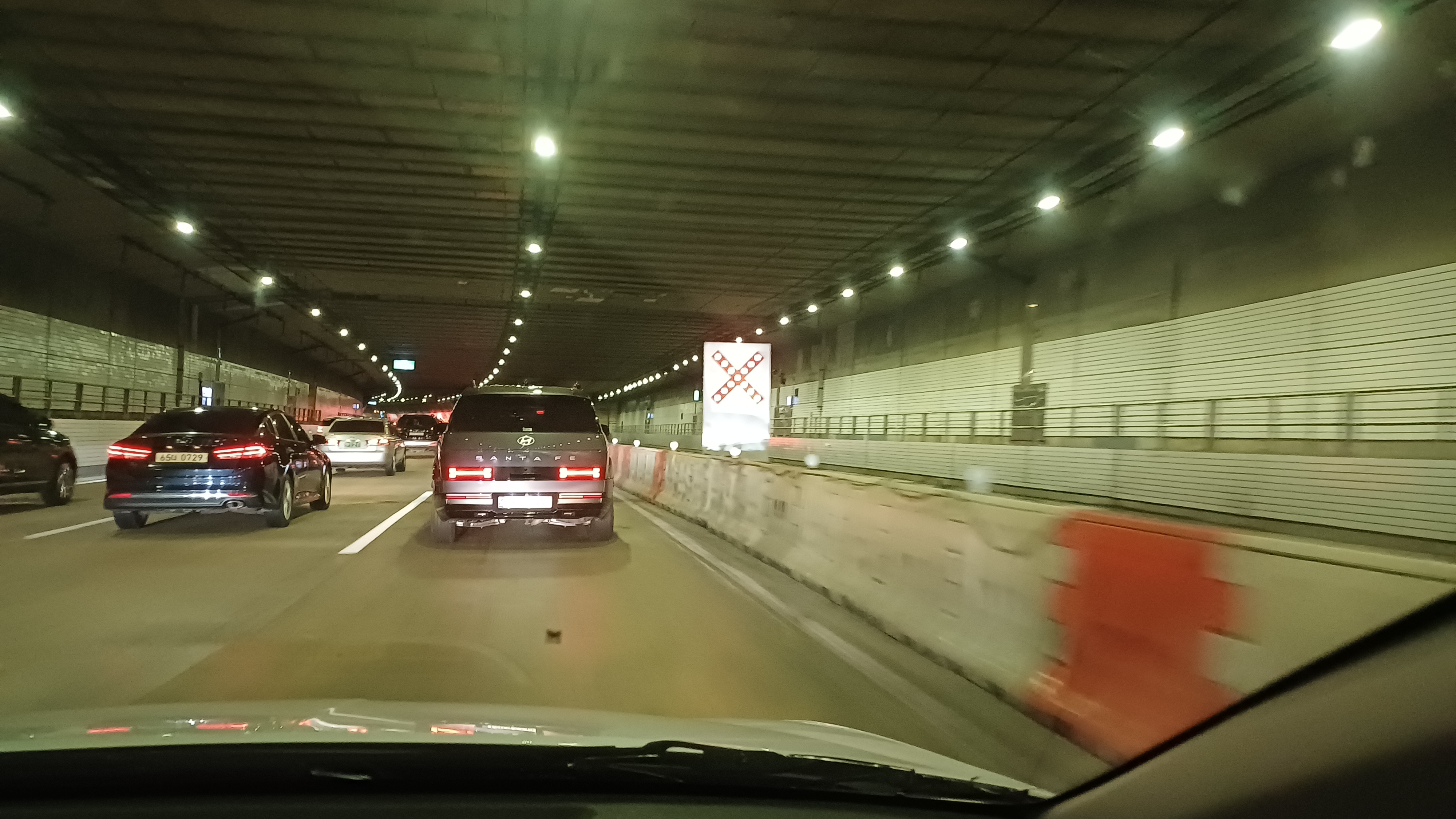
강남순환로에서 본 신림봉천터널 난곡사거리 방향 미개통 모습

## 노선
시흥 나들목 - 난곡사거리 - 봉천터널